# Dev Hynes
Devonté ("Dev") Hynes, også kendt som Lightspeed Champion eller Blood Orange er en sanger og producer fra Storbritannien født i USA.
Hynes udgav i august 2018 det anmelderroste album, Negro Swan. 

## Diskografi

### Lightspeed Champion
- Falling Off the Lavender Bridge (2008)
- Life Is Sweet! Nice to Meet You (2010)

### Blood Orange
- Coastal Grooves  (2011)
- Cupid Deluxe (2013)
- Freetown Sound (2016)
- Negro Swan (2018)

Cupid Deluxe (2013)
Freetown Sound (2016)
Negro Swan (2018)